# 데이빗가시반디쿠트
데이빗가시반디쿠트(Echymipera davidi)는 반디쿠트과에 속하는 유대류의 일종이다. 파푸아뉴기니에서 발견된다.